# 沈昌宇
沈昌宇（1700年—1744年），字泰初，号定岩。浙江秀水县（今嘉兴）人。
雍正八年（1730年）庚戌科会试，朝廷重新允许浙江举人参加。沈昌宇高中会元。殿试后，沈昌宇得中一甲第二名进士（榜眼），其兄沈昌寅也中同榜进士。本科鼎甲三人全为浙人，消息传至浙江杭州，士民雀跃。沈昌宇得授翰林院编修，掌修国史。但被引见之后，雍正帝认为他“才干中等，属平常之辈。”
雍正十三年（1735年）五月，沈昌宇出任广西乡试正考官。乾隆元年（1736年），任河南乡试副考官。乾隆三年（1738年），任山西乡试主考官。次年，提督广东肇高学政。乾隆九年（1744年）卒。